# Hemiodus semitaeniatus
Hemiodus semitaeniatus är en fiskart som beskrevs av Kner, 1858. Hemiodus semitaeniatus ingår i släktet Hemiodus och familjen Hemiodontidae. Inga underarter finns listade i Catalogue of Life.